# Manioc Batéké
Pour les articles homonymes, voir Batéké.
 (avril 2020).
Si vous disposez d'ouvrages ou d'articles de référence ou si vous connaissez des sites web de qualité traitant du thème abordé ici, merci de compléter l'article en donnant les références utiles à sa vérifiabilité et en les liant à la section « Notes et références ».
Le manioc Batéké ou Kwanga ya Batéké est une spécialité culinaire Téké populaire au Congo, au Gabon et en République démocratique du Congo.

## Variétés
On distingue une variété de manioc batéké en fonction de la zone géographique certains noms peuvent être différents :
- Ongwélé / Ingwélé / Mungwélé: petit manioc le plus vendu et consommé[2].
- Kawali / Wali: gros manioc aussi appelé manioc familial[2].
- Okunga: long mince bâton manioc fait sans que la pâte soit cuit d'avance[3].
- Mosombo
- Evumba / Ivumba
- Jakar
- Mbuumi